# Ib Glindemann
Ib Niels Carl Glindemann (* 27. September 1934 in Kopenhagen; † 5. April 2019) war ein dänischer Jazzmusiker (Trompete), Komponist und einer der bekanntesten Orchesterleiter Dänemarks.

## Leben
Ib Glindemann war der Sohn des Buchhalters Erik Glindemann († 1974) und der Friseurin Aase († 1982). Bevor er sich der Musik zuwandte, lernte er in der chemischen Industrie.
Glindemann studierte von 1952 bis 1956 am Königlichen Konservatorium in Kopenhagen. In dieser Zeit leitete er die Amateur-Bigband Skyliners, mit der er Arrangements im Stil von Stan Kenton spielte. 1956 leitete er als Theatermusiker eine sechzehnköpfige Big Band, mit der es zu ersten Schallplattenaufnahmen kam. 1958 wurde er der Musikchef des „Piratensenders“ Radio Mercur. Zwischen 1962 und 1964 war er der Leiter von Horsens Byorkester, um dann bis 1968 das Neue Tanzorchester von Danmarks Radio zu leiten.
Dann konzentrierte er sich 25 Jahre lang darauf, Filmmusik zu schreiben; für den amerikanischen Markt produzierte er auch Tonträger mit Musik zur Filmunterlegung. 1994 gründete er eine eigene Bigband, mit der er in Dänemark auftrat und bis 2009 fünf Alben eingespielte.
2005 wurde er als „exzellenter Bandleader“ mit dem dänischen Django d’Or ausgezeichnet.
Am 23. April 1966 heiratete er Kirsten Jeanette Pedersen (* 1947), die Ehe wurde später geschieden. Ib Glindemann verstarb am 6. April 2019 mit 84 Jahren.

## Filmmusik (Auswahl)
- 1957: Für zwei Groschen Zärtlichkeit
- 1958: Mädchen für gewisse Stunden (Natlogi Betalt)
- 1960: 100 Mann und ein Kamel (Soldaterkammerater på vagt)
- 1962: Das Duell (Duellen)
- 1962: Journey to the Seventh Planet
- 1962: Das tosende Paradies (Det tossede paradis)
- 1963: Das tosende Himmelbett (Pigen og pressefotografen)
- 1964: Blindgänger vom Dienst (Majorens oppasser)
- 1966: Zieh’ dich an, Komtesse (Pigen og greven) (gemeinsam mit Jørn Grauengaard)